# Pseudosclerotia

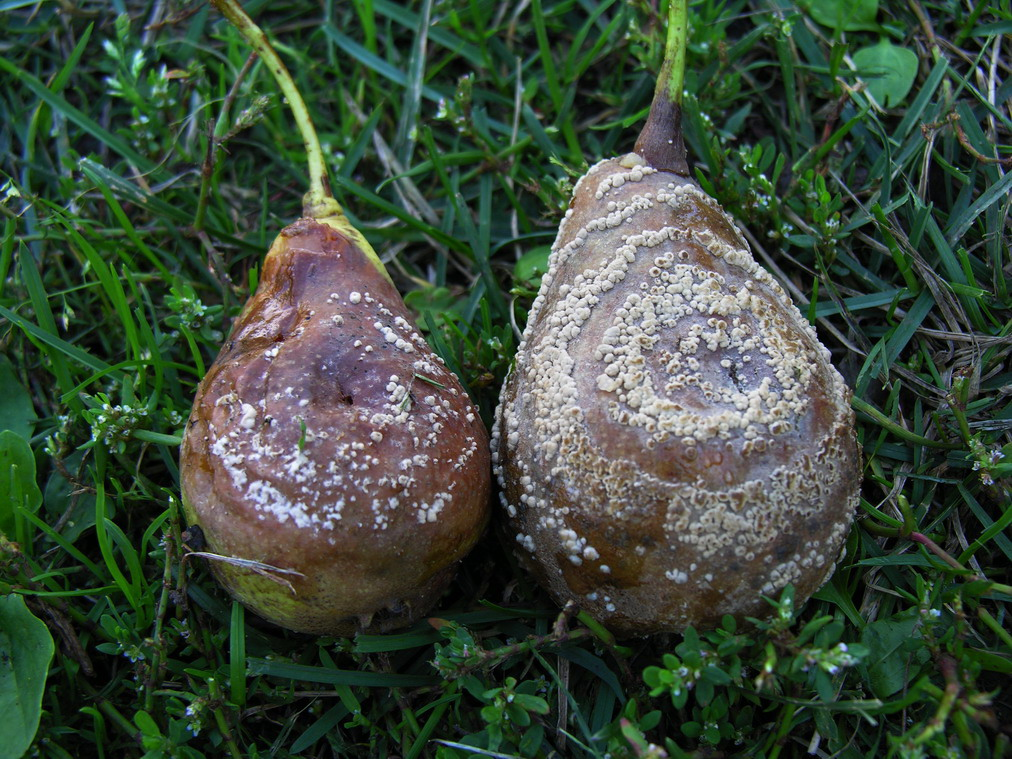

Pseudosclerotium (meervoud Pseudosclerotia) is een compacte structuur die fragmenten bevat van grond- of plantenorganen die begroeid zijn met hyfen.
Pseudosclerotia fungeren als sporen. Ze worden gemaakt door veel parasitaire schimmels. Ze komen bijvoorbeeld voor op afgevallen en rottende vruchten van appel-, peren- of pruimenbomen die besmet zijn met monilia-rot (Monilinia fructigena). Dergelijke pseudosclerotia overwinteren en in het voorjaar ontwikkelen ze sporodochia die ongeslachtelijk conidiale sporen produceren, die fruit- en boomscheuten infecteren en bruinrot veroorzaken. De pseudosclerotiën, die minstens twee keer hebben overwinterd, kunnen apothecia ontwikkelen, waarbij seksuele sporen – ascosporen – worden geproduceerd.
Het echte sclerotium onderscheidt zich door het feit dat het uitsluitend uit schimmelhyfen bestaat.
Soms vallen de pseudosclerotia niet op de grond, maar blijven ze aan bomen hangen, bijvoorbeeld appel-, pruimen- of perenbomen. Ze drogen uit, krimpen en worden meestal zwart. Dit soort pseudosclerotiën worden mummies genoemd.